# Dramma della gelosia (tutti i particolari in cronaca)
Dramma della gelosia (tutti i particolari in cronaca) è un film del 1970 diretto da Ettore Scola, interpretato da Marcello Mastroianni, Monica Vitti e Giancarlo Giannini.
Presentato in concorso al 23º Festival di Cannes, valse a Mastroianni il premio per la migliore interpretazione maschile.

## Trama
(Adelaide)
Buona parte del film rappresenta degli eventi ricostruiti sulla base delle testimonianze addotte a un processo, la causa del quale verrà chiarita solo alla fine. Oreste Nardi, muratore romano ormai maturo e un po' malridotto, comunista convinto, ad una Festa de l'Unità incontra e s'innamora, corrisposto, di Adelaide Ciafrocchi, una fioraia che ha un banco al cimitero del Verano a Roma. Tra i due nasce una passione di cui viene a conoscenza Antonia, la moglie di Oreste, molto più anziana di lui, che va per un chiarimento ad incontrare Adelaide, la quale malauguratamente la scambia per la mamma di Oreste. Ne nasce una zuffa e Adelaide finisce all'ospedale per la prima volta. Oreste, da buon attivista, partecipa ad una manifestazione del PCI dove viene manganellato assieme a Nello Serafini, un pizzaiolo toscano, di cui diventa amico e a cui incautamente fa conoscere Adelaide, che ben presto s'innamora, corrisposta, del toscano.
Nasce quindi una relazione a tre che Adelaide non riesce a risolvere poiché ama ambedue gli uomini. 
Prima che possa decidere però Oreste scopre di essere tradito e si vendica portandola nella pizzeria dove lavora Nello e una volta lì fa una piazzata davanti a tutti. Ne scaturisce poi una rissa e Adelaide finisce per la seconda volta in ospedale.
Comincia una seduta di psicoanalisi e dopo quella, tormentata dai sensi di colpa, tenta il suicidio e così va in ospedale per la terza volta, riuscendo però a salvarsi. La donna decide allora di abbandonare entrambi, e dietro consiglio di sua sorella Silvana, prostituta timorata di Dio, dà inizio a una relazione a scopo matrimoniale con un ricco e grossolano macellaio che però in seguito, nonostante le amorose premure di lui, abbandonerà. Infine la fioraia sceglie Nello, il giovane e attraente pizzaiolo con cui decide di sposarsi.
Nel frattempo Oreste ha perso il lavoro, e tenta con il malocchio orchestrato dagli zingari di riconquistare Adelaide, ma è tutto inutile. Oreste non ha più speranze, ormai sta perdendo il senno per la sua insana gelosia, e conduce una vita da barbone per sopravvivere. Proprio mentre dorme rifugiato nei Mercati generali, passano in auto Adelaide e Nello che vanno a sposarsi; costretti a fermarsi da Oreste che li ha riconosciuti e che vorrebbe partecipare al loro matrimonio, i due promessi sposi tentano di fuggire ma l'auto non si avvia. Ne nasce una violenta rissa, nella quale Oreste viene ferito da Nello e per difendersi prende una cesoia, con la quale però colpisce involontariamente Adelaide che finisce per la quarta e ultima volta in ospedale dove però questa volta muore. Il processo, quindi, verteva sull'omicidio preterintenzionale della donna da parte di Oreste. Quest'ultimo verrà condannato a soli due anni, essendo riconosciuta l'attenuante della seminfermità mentale; dopo aver scontato la sua pena, finirà a vagabondare per la città, ormai uscito completamente di senno, impegnato in immaginarie conversazioni con l'amata Adelaide, convinto di averla per sempre al suo fianco.

## Produzione
Il film è ambientato in numerosi luoghi riconoscibili di Roma, tra cui il piazzale del Verano (dove Adelaide lavora in una fioreria), l'Ospedale San Camillo (dove Adelaide viene ricoverata), il lungotevere Arnaldo da Brescia (dove Oreste cammina parlando da solo), il traforo Umberto I (dove Nello bacia per la prima volta Adelaide). La villa nel film di Amleto di Meo è uno dei simboli dell'architettura post-moderna italiana, Casa Papanice, progettata da Paolo Portoghesi.

## Riconoscimenti
- 1970 - Festival di Cannes
  - Migliore interpretazione maschile a Marcello Mastroianni
  - Candidatura Palma d'oro a Ettore Scola
- 1971 - Nastro d'argento
  - Candidatura Migliore soggetto a Age & Scarpelli
  - Candidatura Miglior attore protagonista a Marcello Mastroianni
  - Candidatura Miglior attrice protagonista a Monica Vitti
  - Candidatura Miglior attore non protagonista a Giancarlo Giannini
- 1970 - Globo d'oro
  - Miglior attrice a Monica Vitti
- 1970 - Grolla d'oro
  - Miglior attrice a Monica Vitti